# Rhytiphora polymita
Rhytiphora polymita là một loài bọ cánh cứng trong họ Cerambycidae.